# Agents of Fortune
| Recensione                        | Giudizio    |
| --------------------------------- | ----------- |
| AllMusic                          | [ 4 ]       |
| Robert Christgau                  | B+          |
| The New Rolling Stone Album Guide | [ 6 ]       |
| Sputnikmusic                      | 3.5 (Great) |
| Piero Scaruffi                    | [ 8 ]       |
| Ondarock                          | [ 9 ]       |
| Dizionario del Pop-Rock           | [ 10 ]      |
| 24.000 dischi                     | [ 11 ]      |

Agents of Fortune è il quarto album in studio dei Blue Öyster Cult, pubblicato nel maggio del 1976 dalla Columbia Records.

## Il disco
Dopo la pubblicazione di Agents of Fortune ed il successo della canzone (Don't Fear) The Reaper, il gruppo si trovò al centro di una controversia riguardante il testo della canzone, che per molti era un'istigazione al suicidio. Nonostante le polemiche, il disco ebbe un buon riscontro di vendita, arrivando a conquistare il disco d'oro il 26 ottobre 1976 e il disco di platino il 17 luglio 1978.
Il gruppo statunitense Goo Goo Dolls ha inserito una cover di (Don't Fear) The Reaper nel loro primo ed omonimo album.

## Tracce

### LP
Lato A (AL 34164)
1. This Ain't the Summer of Love – 2:20 (Murray Krugman, Albert Bouchard, Don Waller)
2. True Confessions – 2:55 (Allen Lanier)
3. (Don't Fear) The Reaper – 5:05 (Donald Roeser)
4. E.T.I. (Extra Terrestrial Intelligence) – 3:43 (Donald Roeser, Sandy Pearlman)
5. The Revenge of Vera Gemini – 3:48 (Albert Bouchard, Patti Smith)

Lato B (BL 34164)
1. Sinful Love – 3:28 (Albert Bouchard, Helen Robbins)
2. Tattoo Vampire – 2:40 (Albert Bouchard, Helen Robbins)
3. Morning Final – 4:14 (Joe Bouchard)
4. Tenderloin – 3:53 (Allen Lanier)
5. Debbie Denise – 4:12 (Albert Bouchard, Patti Smith)

### CD
Edizione CD del 2001 pubblicato da Columbia/Legacy Records (CK 85479)
1. This Ain't the Summer of Love – 2:29 (Murray Krugman, Albert Bouchard, Don Waller)
2. True Confessions – 2:57 (Allen Lanier)
3. (Don't Fear) The Reaper – 5:09 (Donald Roeser)
4. E.T.I. (Extra Terrestrial Intelligence) – 3:42 (Donald Roeser, Sandy Pearlman)
5. The Revenge of Vera Gemini – 3:53 (Albert Bouchard, Patti Smith)
6. Sinful Love – 3:29 (Albert Bouchard, Helen Robbins)
7. Tattoo Vampire – 2:40 (Albert Bouchard, Helen Robbins)
8. Morning Final – 4:30 (Joe Bouchard)
9. Tenderloin – 3:40 (Allen Lanier)
10. Debbie Denise – 4:23 (Albert Bouchard, Patti Smith)
11. Fire of Unknown Origin (Original Version) – 3:30 (Albert Bouchard, Patti Smith, Donald Roeser, Joe Bouchard, Eric Bloom) – Traccia bonus, outtake dalle sessions di Agents of Fortune
12. Sally (Demo) (Mixato da Thom Cadley) – 2:40 (Albert Bouchard) – Traccia bonus, demo dalle sessions di Agents of Fortune
13. (Don't Fear) The Reaper (Demo) (Prodotto da Donald Roeser) – 6:20 (Donald Roeser) – Traccia bonus, demo dalle sessions di Agents of Fortune
14. Dance the Night Away (Demo) (Prodotto da Allen Lanier) – 2:37 (Allen Lanier, Jim Carroll) – Traccia bonus, demo dalle sessions di Agents of Fortune

## Formazione

### Gruppo
- Eric Bloom - voce, chitarra, percussioni
- Albert Bouchard - batteria, voce, chitarra acustica, percussioni, armonica
- Donald (Buck Dharma) Roeser - chitarra, voce, sintetizzatore, percussioni
- Joe Bouchard - basso, voce, piano
- Allen Lanier - tastiere, voce, chitarra, basso

### Musicisti aggiunti
- Patti Smith - voce (brano: The Revenge of Vera Gemini)
- Michael Brecker - strumento a fiato
- Randy Brecker - strumento a fiato